# エリ・コーヘン (1949年生の政治家)
エリヤフ・“エリ”・コーヘン（ヘブライ語: אלי כהן Eli-Eliyahu Cohen、1949年5月29日 - ）は、イスラエル・エルサレム出身のイスラエルの政治家。軍人。聖職者。武道家。2004年から2007年まで駐日イスラエル大使を務めた。現アリエル大学学長。

## 出自・軍歴
1949年、エルサレムにユダヤ教の司祭の家庭に生まれる。父母は何れも司祭の家系に属しチュニジアからの帰還者。いわゆるセファルディムに属する。長じて、ヘブライ大学に進み、数学・物理学を専攻。その後、英国のテムズバレー大学でMBAを取得する。イスラエル国防軍に入隊後は、第4次中東戦争や最初のレバノン戦争に参戦しており、現在は同軍の予備役・中佐。

## 政治経歴
会社経営などを経て、ヨルダン川西岸最大の都市・マアレ・アドゥミームの副市長を務める。1999年にはリクードから国政への出馬を試みるが、リクードの獲得議席が19議席に止まったため落選。2002年に繰り上げ当選を果たし、翌・2003年の総選挙で再選出馬を果たすが、比例順位が49位だったため落選。翌・2004年に、同じチュニジアからの帰還者を父母に持つシルバン・シャローム外相（当時）の勧めにより、駐日イスラエル大使に就任する。シャロームからは当初は駐英大使を打診されていたが、コーヘンが駐日大使を希望し実現した。

## 日本との関係
コーヘンと日本との関係は、イスラエル国防軍及びヘブライ大学在学時に護身用として学んだ空手の訓練を通して深まる。空手は5段・黒帯の腕前で、イスラエル松涛館空手道協会名誉会長であり、また、剣術・居合道の4段でもある。日本に対する教養の深さは台湾の李登輝・元総統に匹敵するほどで、後醍醐天皇がかつて行った建武の新政については「建武の中興」と称している。イスラエルの失われた10部族の末裔が日本人だとするいわゆる日猶同祖論者ではないが、それに近い「日猶同質論者」である。小泉内閣末期に論議となった皇室典範改正論議に対しては、ユダヤ教の祭司が代々・男子継承であることから男系継承が日本の在り方との立場をとっていた。その一方で自民党の総務会に代表される全会一致の文化に対しては違和感を示している。また、大使就任時には警備会社・テイケイが歓迎パーティーを開催している。
2018年秋の叙勲で旭日重光章を受章。

## 著書
- 大使が書いた日本人とユダヤ人（1997年、中経出版）